# 超人劇場
『爆笑問題のナニゲに凄～い!超人劇場～明日からこのヒト人気者SP～』（ばくしょうもんだいのナニゲにすご〜い!ちょうじんげきじょう あしたからこのヒトにんきものスペシャル）は、日本テレビ系列で、2008年1月6日19:58 - 21:48（JST）に放送されたバラエティ番組。

## 概要
人並みはずれた能力の持ち主と、常識では考えられない一芸にひいでた者達を「超人」と呼び、彼らの驚きのスゴ技を、次から次へと紹介していく番組。

## 放送日時
- 2008年1月6日19:58 - 21:48

視聴率 12.9%（関東地区）

## 出演者
司会・進行
- 爆笑問題（田中裕二・太田光）
- 宮崎宣子（日本テレビアナウンサー）

プレゼンター
- 石原良純
- にしおかすみこ
- 山中秀樹
- 河本準一（次長課長）
- 木下優樹菜
- ルー大柴
- 井上聡（次長課長）
- ハロバイ関（ハローバイバイ）
- ギャル曽根
- アントニオ猪木（特別プレゼンター）
- ビビる大木

審査委員
- 太田光（爆笑問題）
- 西川史子
- 関根勤
- 柴田理恵
- 岡島秀樹（ボストン・レッドソックス）
- ボビー・オロゴン
- 眞鍋かをり
- 金子貴俊
- 相澤仁美
- 細山貴嶺

ナレーター
- 立木文彦
- バッキー木場

超人
- アミノ超人
- なわとび超人
- ボイパ超人
- イントロ早押し超人
- バット10本折り超人
- ちびっ子DJ超人
- ドラゴンボール超人（伊藤博樹）
- エビちゃん超人
- 記憶力超人
- カニ早むき超人
- 全身バネ超人
- 高校生ダンス超人
- イケメン超人（狩野英孝）
- 織田裕二超人（山本高広）
- ビリヤード超人（木村義一）
- おっぱい超人（風子（現：Pちゃん））

## スタッフ
- 構成：桜井慎一、石塚祐介、秋葉高彰
- TM：古井戸博
- SW：米田博之
- カメラ：山田祐一
- 音声：三石敏生
- 調整：塩原和益
- 照明：小川勉
- 美術：林健一
- デザイン：道歓英樹
- マルチ：ミジェット
- CG：teevee.graphics.inc
- 編集：よしだ裕二
- MA：番匠康雄
- TK：木下渚
- 音効：加藤つよし
- 広報：神山喜久子
- デスク：難波亜矢
- リサーチ：喜多あおい、伊藤匡
- 協力：中国雑技芸術団
- 技術協力：ヌーベルバーグ
- 美術協力：日テレアート
- 演出補：滝澤真一郎、藤森真実、成子美里、高尾あずみ、仲西正樹、森田幸子
- AP：八木田祐子、永井大輔、大橋あり、棚橋砂予
- ディレクター：吉田一浩、川端鉄也、伊藤航、中廣周平、高橋公彦、土橋覚
- 演出：相田貴史、佐藤正樹
- 企画・演出：川邊昭宏
- プロデューサー：田中宏史／髙松明央、長谷川賢一
- チーフプロデューサー：松岡至
- 制作協力：いまじん、モスキート
- 製作著作：日本テレビ